# Julbrew

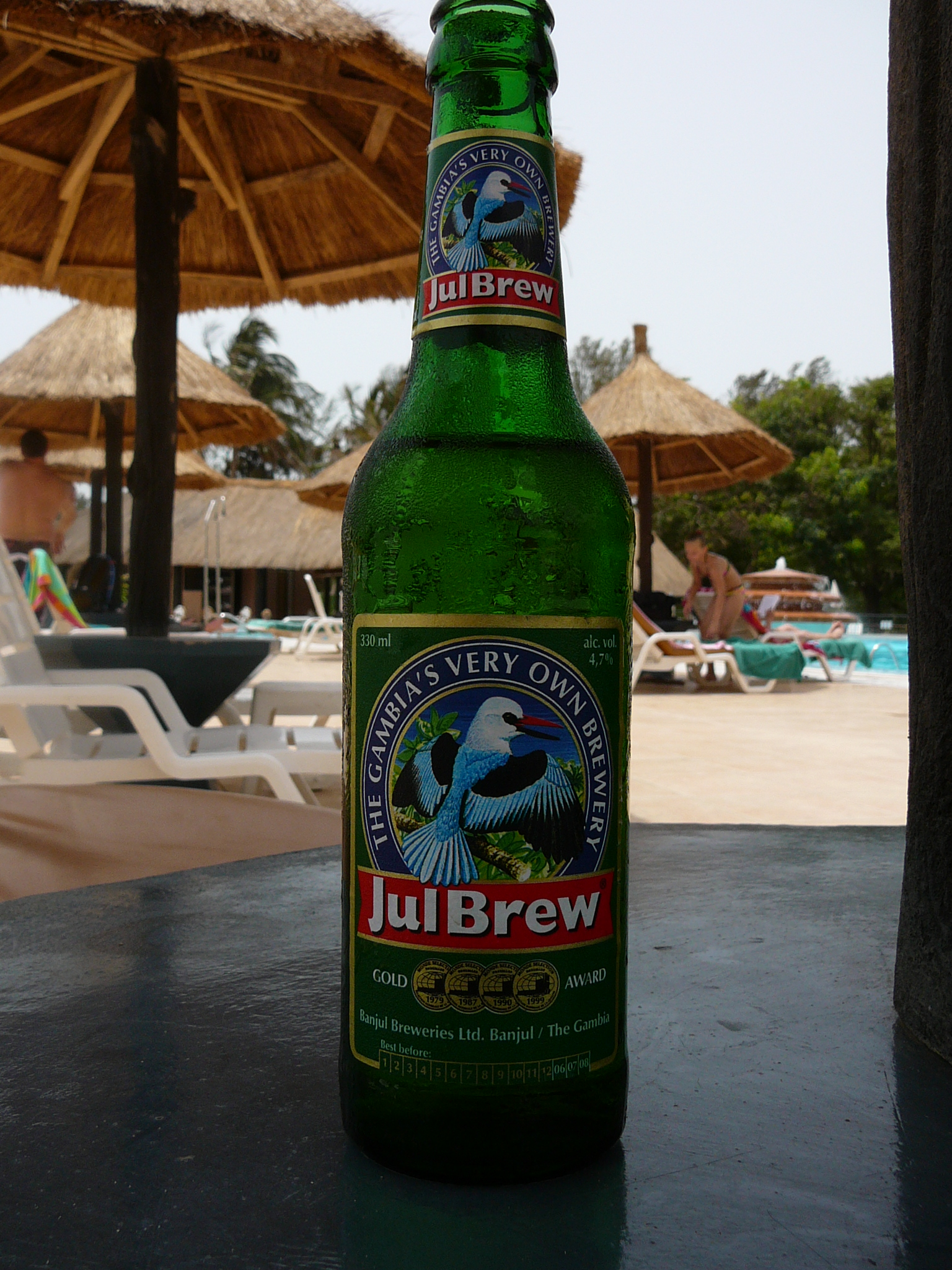
Een fles Julbrew.

Julbrew is de enige biersoort van Gambia. 
Het bier wordt gebrouwen in Banjul Breweries te Banjul, de hoofdstad van het land. De senegal-ijsvogel wordt afgebeeld als logo voor het bier. 